# Spoorlijn Halmstad - Nässjö
De spoorlijn Halmstad - Nässjö (Zweeds: Halmstadsbanan) is een spoorlijn in het zuiden van Zweden in de provincies Hallands län en Jönköpings län. De lijn verbindt de plaatsen Halmstad en Nässjö met elkaar.
De spoorlijn is 196 kilometer lang.

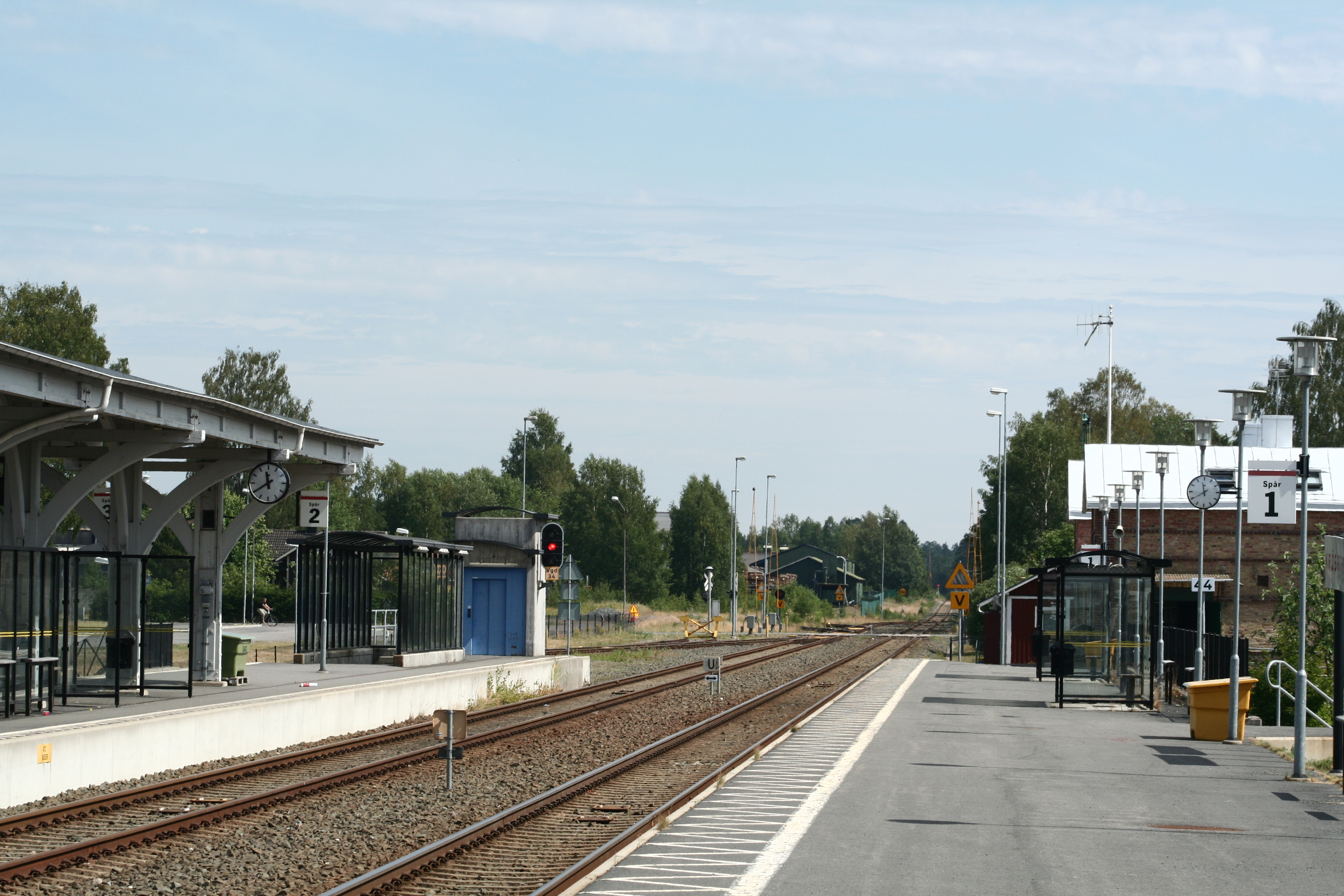
Station van Vaggeryd
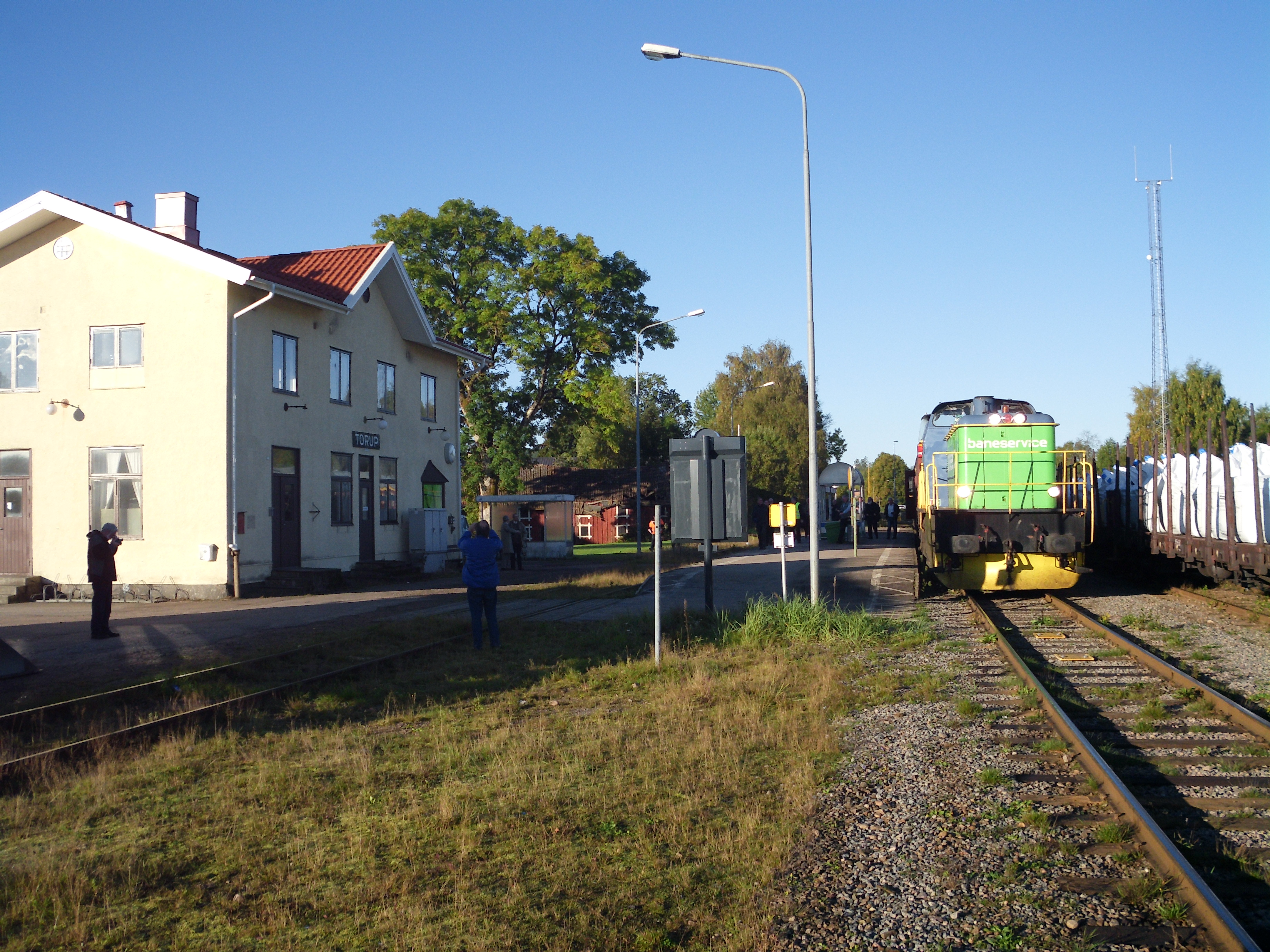
Station van Torup